# Cylindrachetidae
Famille
Les Cylindrachetidae sont une famille d'insectes orthoptères.
Ces caelifères vivent dans le sol.

## Distribution
Les espèces de cette famille se rencontrent en Océanie et en Patagonie.

## Liste des genres
Selon Orthoptera Species File (28 juin 2018) :
- Cylindracheta Kirby, 1906
- Cylindraustralia Günther, 1992
- Cylindroryctes Tindale, 1928

## Publication originale
- (it) Ermanno Giglio-Tos, « Sulle posizione sistematica del gen Cylindracheta Kirby », Annali del Museo civico di storia naturale di Genova, 3e série, vol. 6, no 14,‎ 1914, p. 81-100 (lire en ligne).